# Liste der Monuments historiques in Reyssouze (Ain)
Die Liste der Monuments historiques in Reyssouze (Ain) führt die Monuments historiques in der französischen Gemeinde Reyssouze auf.

## Liste der Bauwerke
| Bezeichnung      | Beschreibung | Standort | Kennzeichnung | Schutzstatus | Datum | Bild           |
| ---------------- | ------------ | -------- | ------------- | ------------ | ----- | -------------- |
| Bauernhof Coulas |              | (Lage)   | PA00116538    | Inscrit      | 1974  | weitere Bilder |

## Liste der Objekte
- Monuments historiques (Objekte) in Reyssouze (Ain) in der Base Palissy des französischen Kultusministeriums